# Goldquarzgang

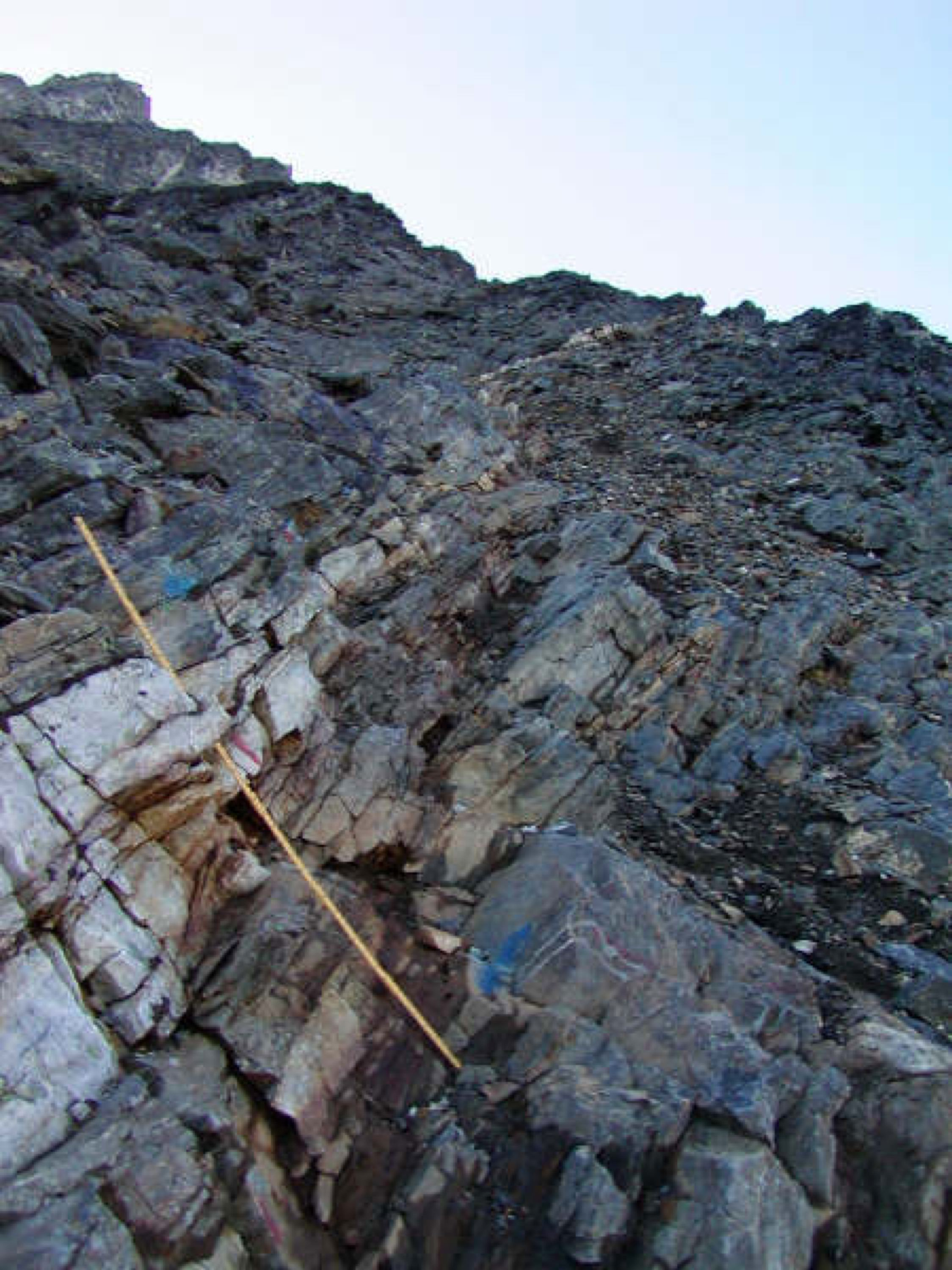
Aufschluss eines Goldquarzgangs (helle Bänderung), Nalunaq-Goldmine, Grönland.

Goldquarzgänge sind weltweit verbreitete hydrothermale Erz- und Mineralgänge, die größtenteils aus Quarz (als Gangart) bestehen, mit Einsprengseln von Sulfiden und gediegenem Gold. Bis weit in das 19. Jahrhundert hinein bildeten sie die wichtigste Quelle für „Berggold“ aus anstehendem Gestein und wurden in ihrer Bedeutung nur vom sedimentären „Waschgold“ übertroffen. Dementsprechend stellten Goldquarzgänge zur Zeit der Goldräusche eines der klassischen Ziele für Goldsucher und Prospektoren dar. Allerdings handelt es sich bei Quarz um eines der am weitesten verbreiteten Minerale in der Erdkruste überhaupt. Quarzgänge mit Sulfiden gehören zu den häufigsten Mineralgängen. Wegen der Verwitterungsbeständigkeit des Quarzes sind sie an der Erdoberfläche auch leicht zu identifizieren, aber in aller Regel goldfrei. Es bedurfte und bedarf also großer Geduld, unter all diesen „tauben“ Gängen die wenigen goldhaltigen ausfindig zu machen. Während die Seifenlagerstätten größtenteils erschöpft und nur noch für Hobby-Goldsucher von Interesse sind, können Goldquarzgänge auch heute noch wichtige Ganglagerstätten darstellen.

## Plutonische Abfolge
Diese Goldquarzgänge finden sich in bereits tief abgetragenen Gebirgsbildungszonen (Orogenen) verschiedensten Alters und im freigelegten metamorphen Grundgebirge. In der Regel sind sie an magmatische Körper (Plutone) gebunden, die in größerer Tiefe in das Nebengestein eingedrungen sind (meist in – durch die Auffaltung des Gebirges tektonisch deformierte – marine Sedimente und Vulkanite). Da dort zur Zeit der Platznahme der glutflüssigen Intrusionen nicht nur hohe Drücke, sondern auch hohe Temperaturen herrschten, wurden die Minerale in engen, durch tektonische Bewegungen geöffnete Spalten unter kata- bis mesothermalen Bedingungen (400–200 °C) ausgeschieden. In der Tiefe gehen sie zuweilen sogar in Turmalin-führende Gänge über, die als pneumatolytische Bildungen (über 400 °C), sehr nahe an der Magmakammer, gelten.
Die Herkunft der gelösten Minerale in den Fluiden ist keineswegs immer klar. Sie können sowohl aus der Gesteinsschmelze stammen, als auch aus dem Nebengestein (Lateralsekretion).

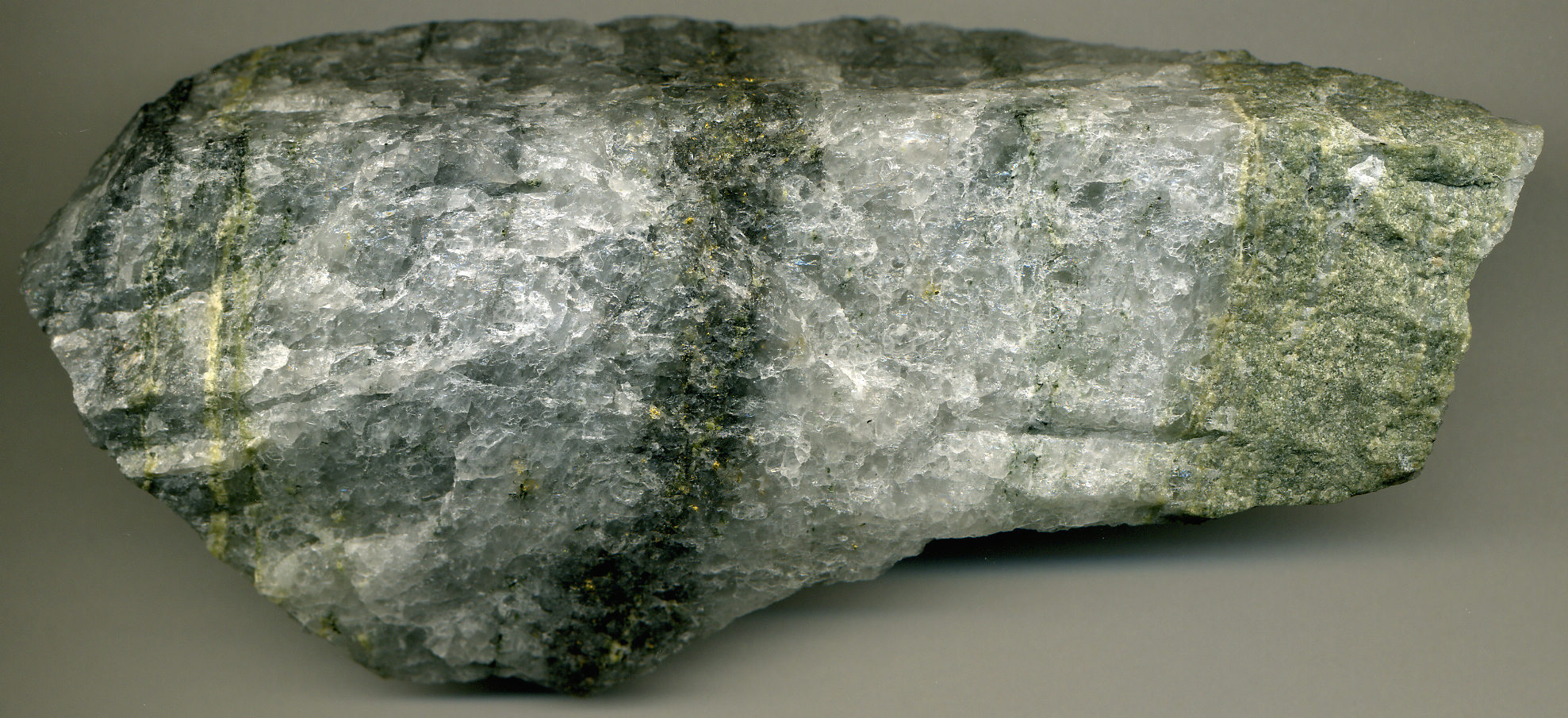
„Mother Lode“-Typ Golderz (Nalunaq, Grönland). Der Quarz ist weiß, grau und schwarz. Das Gold: metallisch gelbe Sprenkel. Das hydrothermal umgewandelte Nebengestein (rechts) ist grünlich-grau.

Die Mineralvergesellschaftung (Paragenese) dieser Goldquarzgänge ist sehr einfach: 97–98 % sind Quarz, der Rest Sulfide und gediegenes Gold. Bei den Sulfiden handelt es sich größtenteils um Schwefelkies, daneben Arsenkies, Kupferkies und gelegentlich etwas Antimonglanz. Das Gold enthält ca. 10–20 % Silber und ist in Form von meist kleinen Tröpfchen und Blättchen in den anderen Mineralen eingewachsen.
Die Gänge sind meist nicht sehr mächtig (0,5–3 m), dafür erstrecken sie sich oft sehr weit in die Tiefe und bilden ausgedehnte Gangzüge von dicht gescharten, hintereinander gestaffelten Gängen. Bekannte Beispiele sind die Mother Lode in der Sierra Nevada (Kalifornien), die Golddistrikte von Fairbanks im Yukonbecken (Alaska), von Porcupine, Yellowknife und Kirkland-Lake im kanadischen Schild (Kanada), die Goldfelder von Bendigo und Ballarat (in den archaischen Grünsteingürteln Westaustraliens), der Kolar-Distrikt in Mysore (Indien), sowie zahlreiche Vorkommen in der sibirischen Tafel.
In Europa waren die Goldquarzgänge in den Hohen Tauern von der Antike bis ins Mittelalter von großer Bedeutung. Ende des 18. Jahrhunderts wurden die Gruben von Goldkronach im Fichtelgebirge von Alexander von Humboldt geleitet.

## Subvulkanische Abfolge
In jüngeren Gebirgsbildungszonen, die noch nicht so tief erodiert wurden, finden sich Goldquarzgänge, die an subvulkanische Intrusionen näher zur Erdoberfläche gebunden sind, sowie an vulkanische Schlote und Spalten. Die Mineralisation findet sich nicht nur in Gängen, sondern auch in fein verteilten Imprägnationen in tektonischen Ruschelzonen, vulkanischen Trümmergesteinen (Brekzien) und porösen Tuffen. Ausscheidungen in offenen Hohlräumen (Drusen) mit vielgestaltigen Mineralparagenesen sind häufig. Neben den aufsteigenden meso- bis epithermalen Lösungen (300–100 °C) spielt nun auch meteorisches Grundwasser eine Rolle, das in den Untergrund einsickert und erhitzt wird.
Anders als bei den plutonischen Goldquarzgängen ist hier die mineralogische Zusammensetzung von Gangart und Erz sehr komplex. Neben Quarz (häufig in der Varietät Amethyst, oder als mikrokristalliner Chalcedon) findet sich auch Kalzit als Gangart, sowie Rhodochrosit und verschiedene Zeolithe. Das Gold ist sehr silberhaltig (Elektrum) und wird von gediegenem Silber begleitet, sowie von verschiedenen Silbererzen, wie Akanthit, Proustit, Pyrargyrit, Freibergit etc., die oft selbst bauwürdig sind. Typisch ist auch das Vorkommen von Gold-Telluriden, wie Sylvanit und Calaverit, und Gold-Seleniden.
Die Minerale des Nebengesteins (meist Andesit, Dazit, Rhyolith oder Trachyt) wurden durch die aggressiven hydrothermalen Lösungen zersetzt und in (typischerweise grünliche) Sekundärgesteine umgewandelt (Propylitisierung).
Wichtige Beispiele für subvulkanische epithermale Goldquarzgänge sind Cripple Creek (Colorado), der Comstock Lode (Nevada) und der benachbarte Gold Hill. Wie auch bei den zahlreichen Vorkommen in Mexiko, tritt das Gold im Comstock Lode schon stark hinter dem Silber zurück. Weltweit sind sie besonders an den felsischen Magmatismus und Vulkanismus im Zusammenhang mit Subduktionszonen gebunden, so in Neuseeland, Papua-Neuguinea, Peru etc.
Die wichtigsten Vorkommen in Europa finden sich in Verbindung mit dem andesitisch-dazitischen Vulkaniten des Karpaten-Innenbogens: im Slowakischen Erzgebirge, Vihorlotgebirge (Slowakei) und dem Siebenbürgischen Erzgebirge (Rumänien).